# 다치바나정 (가나가와현)
다치바나정(일본어: 橘町)은 일본 가나가와현 아시가라시모군에 설치되었던 정이다. 

## 역사
- 1889년 4월 1일, 정촌제 시행과 동시에 주변의 촌들을 합병해 다치바나정이 성립하였다.
- 1955년 4월 1일 시모나카무라와 마에바촌과 합병해, 정으로 승격해 다치바나정이 성립하였다.
- 1971년 4월 1일 다치바나정이 오다와라시에 편입되었다.

오이자 마에가와는 고쿠후즈를 사이에 두고 동서로 나누어져 있기 때문에, 서쪽 부분(현재의 오다와라 시티 몰 부근)은 오다와라시에 둘러싸인 험지가 되고 있었다.

## 특산품
오다와라시 타치바나 지구(구 타치바나정)는 에도시대부터 양질인 감귤 재배지로서 유명했지만, 현재는 매실을 중심으로 하는 절임 제조업이 번창하고 있다.특히 오우슈우메보시, 오우카즈케, 오징어젓이 유명하며 오우카즈케는 전국의 약 80%가 이 지역 주변에서 생산되고 있다.
또한 구 시모나카촌에 해당하는 북부는 농업이 활발하여 오늘날에도 양파와 젖소의 산지로 알려져 있다.

## 참고 문헌
- 角川日本地名大辞典編纂委員会,『角川日本地名大辞典 神奈川県』1984, 角川書店